# 肖恩·威廉斯 (篮球运动员)
肖恩·威廉斯（英語：Sean Williams，1986年9月13日—），美国职业篮球运动员，現效力于NBA波士頓塞爾特人，司职大前锋或中锋。
威廉姆斯出生于得克萨斯州休斯敦，大学时就读于波士顿学院。虽然运动能力出色，成绩也优秀，但是由于屡犯校规，威廉姆斯在大二时被停学一学期，被迫在休斯敦大学旁听。大三时，威廉姆斯又一次违反校规，被校方开除，他遂决定参加当年的NBA选秀。
在2007年NBA选秀中，威廉姆斯于第一轮第17位被新泽西网队选中。